# Astragalus firuzkuhensis
Astragalus firuzkuhensis är en ärtväxtart som beskrevs av Dieter Podlech. Astragalus firuzkuhensis ingår i släktet vedlar, och familjen ärtväxter. Inga underarter finns listade i Catalogue of Life.